# Подвійний контакт
«Подвійний контакт» (англ. Double Contact) — науково-фантастичний роман, виданий 1999 року північноірландським письменником Джеймсом Вайтом, частина циклу оповідань та романів «Головний сектор».
Клінтон Лоуренс описав «Подвійний контакт» як «дуже позитивний спосіб, повернення до більш ранньої ери наукової фантастики», оскільки він є оптимістичним та описує декілька просунутих видів, які працюють гармонійно. Боротьба за побудову довіри та успішний перший контакт, на його думку, такий захопливий та напружений, наскільки це можна було б побажати. Однак Лоуренс також зазначив, що рівень розкриття героїв був мінімально необхідним для підтримки сюжету.
Ця книга має незвичну особливість вживання особистого займенника: у більшості оповідань «Головного сектора» одна людина — це «він» або «вона» (або інші граматичні форми відмінка), а іншопланетянин — «воно». Але в «Подвійному контакті» часто в тексті героєм Прилікла є «він», а людиною або представник будь-якого іншого виду — «воно» («це»).